# Рассвет (журнал, 1879—1883)
«Рассвет» — еженедельный журнал русских евреев, выходивший в Санкт-Петербурге с августа 1879 года по январь 1883 года.

## История
Инициатором издания выступила группа петербургских евреев, стремившихся противодействовать ассимиляции. Так как получить разрешение на издание было невозможно, было принято решение использовать имевшееся у А. Цедербаума право на издание, которое у него сохранилось после прекращения выпуска газеты «Вестник русских евреев» (1871-73).
Изначально журнал позиционировал себя как национальное еврейское издание, стремившееся развивать еврейскую культуру и литературу, изучать еврейскую историю. Несмотря на то, что издание положительно относилось к идеи заселения Эрец-Исраэль, решение еврейского вопроса в России руководство журнала видело в переходе значительной части еврейского населения к сельскохозяйственному труду.
Однако после погромов 1881 года и антисемитских выступлений в России журнал поменял свою позицию и стал главным пропагандистом еврейской эмиграции и палестинофильского движения «Ховевей Цион». 16 января 1882 года в «Рассвете» было напечатано интервью министра внутренних дел графа Н. П. Игнатьева Исааку Оршанскому, в котором министр разрешил массовую еврейскую эмиграцию: «Западная граница открыта для евреев…».
Однако два других еврейских журнала, выходивших в Санкт-Петербурге, «Русский еврей» (1879-84) и «Восход» (1881—1906), выступили с резкой критикой курса издания и призвали бойкотировать подписку на него, вследствие чего к началу 1883 года тираж журнала упал до 900 номеров и он был вынужден закрыться из-за отсутствия финансов.

## Редакторы
С момента основания до 1880 года номинальными редакторами журнала были А. Цедербаум и доктор А. Гольденблюм (1828—1913), однако фактическое руководство изданием осуществляли Я. Розенфельд, М. Варшавский, М. И. Кулишер, Н. Минский, П. Левенсон. В 1880 — 82 годах Г. Богров и Я. Розенфельд были официальными редакторами журнала. С 1882 года — только Я. Розенфельд.

## Сотрудники
С журналом «Рассвет» сотрудничали С. Венгеров, Д. Хвольсон, Л. Слонимский, А. Волынский, В. Берман, С. Фруг, И. Оршанский, М. Абрамович, М. Каган, А. Барский, Л. Леванда, М. Л. Лилиенблюм, Л. Пинскер и другие.